# Curimatopsis evelynae
Curimatopsis evelynae är en fiskart som beskrevs av Géry, 1964. Curimatopsis evelynae ingår i släktet Curimatopsis och familjen Curimatidae. Inga underarter finns listade i Catalogue of Life.